# Heterocyatholaimus macrolaimus
Heterocyatholaimus macrolaimus är en rundmaskart som beskrevs av Allgen 1935. Heterocyatholaimus macrolaimus ingår i släktet Heterocyatholaimus och familjen Cyatholaimidae. Arten är reproducerande i Sverige. Inga underarter finns listade i Catalogue of Life.